# 矢野目孫一
矢野目 孫一（やのめ まごいち、1870年6月9日（明治3年5月11日） - 1961年（昭和36年）1月12日）は、日本の陸軍軍人。最終階級は陸軍中将。

## 経歴
大分県出身。矢野目小四郎の長男として生まれる。1891年（明治24年）7月30日、陸軍士官学校（2期）を卒業。翌年3月21日、工兵少尉に任官し、工兵第一大隊付となる。1894年（明治27年）10月7日、工兵中尉に昇進し、1896年（明治29年）11月28日、陸軍砲工学校高等科（4期）を優等で卒業。1897年（明治30年）10月25日工兵大尉に昇進し、1900年（明治33年）12月20日、陸軍大学校（14期）を卒業。1902年（明治35年）2月18日、第12師団参謀に就任。
1903年（明治36年）5月1日工兵少佐に昇進し、日露戦争に第4軍参謀として出征。1905年（明治38年）6月22日工兵中佐に昇進し、1908年（明治41年）12月、参謀本部要塞課長に就任。1910年（明治43年）11月30日工兵大佐に昇進し、1912年（明治45年）1月15日、海軍軍令部参謀兼補となる。1912年（大正元年）9月、工兵第14大隊長となり、1913年（大正2年）8月22日、第7師団参謀長に異動。
1916年（大正5年）1月21日、陸軍少将に進級し陸地測量部長に就任。1919年（大正8年）7月25日、陸軍中将に進み、東京湾要塞司令官に就任。1920年（大正9年）8月に待命、同年12月、予備役に編入された。

## 栄典
位階
- 1892年（明治25年）7月6日 - 正八位[16]
- 1894年（明治27年）11月27日 - 従七位[17]
- 1897年（明治30年）12月15日 - 正七位[18]
- 1903年（明治36年）3月20日 - 従六位[19]
- 1905年（明治38年）8月3日 - 正六位[20]
- 1910年（明治43年）9月20日 - 従五位[21]
- 1915年（大正4年）10月11日 - 正五位[22]
- 1919年（大正8年）9月10日 - 従四位[23]
- 1920年（大正9年）12月28日 - 正四位[24]

勲章等
- 1895年（明治28年）
  - 10月12日 - 功五級金鵄勲章・勲六等瑞宝章[25]
  - 11月18日 - 明治二十七八年従軍記章[26]
- 1902年（明治35年）11月29日 - 勲五等瑞宝章[27]
- 1906年（明治39年）4月1日 - 功三級金鵄勲章・勲四等旭日小綬章、明治三十七八年従軍記章[28]
- 1914年（大正3年）5月16日 - 勲三等瑞宝章[29]
- 1920年（大正9年）11月1日 - 勲二等瑞宝章、大正三年乃至九年戦役従軍記章[30]
- 1940年（昭和15年）8月15日 - 紀元二千六百年祝典記念章[31]

## 親族
- 長男 矢野目源一（詩人、作家、翻訳家）
- 妹 吉岡タズ（吉岡顕作陸軍中将の妻）[2]